# Bahnhof Prenzlau

Der Bahnhof Prenzlau ist der Bahnhof der brandenburgischen Kreisstadt Prenzlau im Landkreis Uckermark. Etwa 2000 Fahrgäste nutzen täglich den von Regional- und Fernzügen bedienten Bahnhof. Der Bahnhof selbst verfügt über einen Haus- sowie einen Mittelbahnsteig mit insgesamt drei Gleisen.

## Geschichte

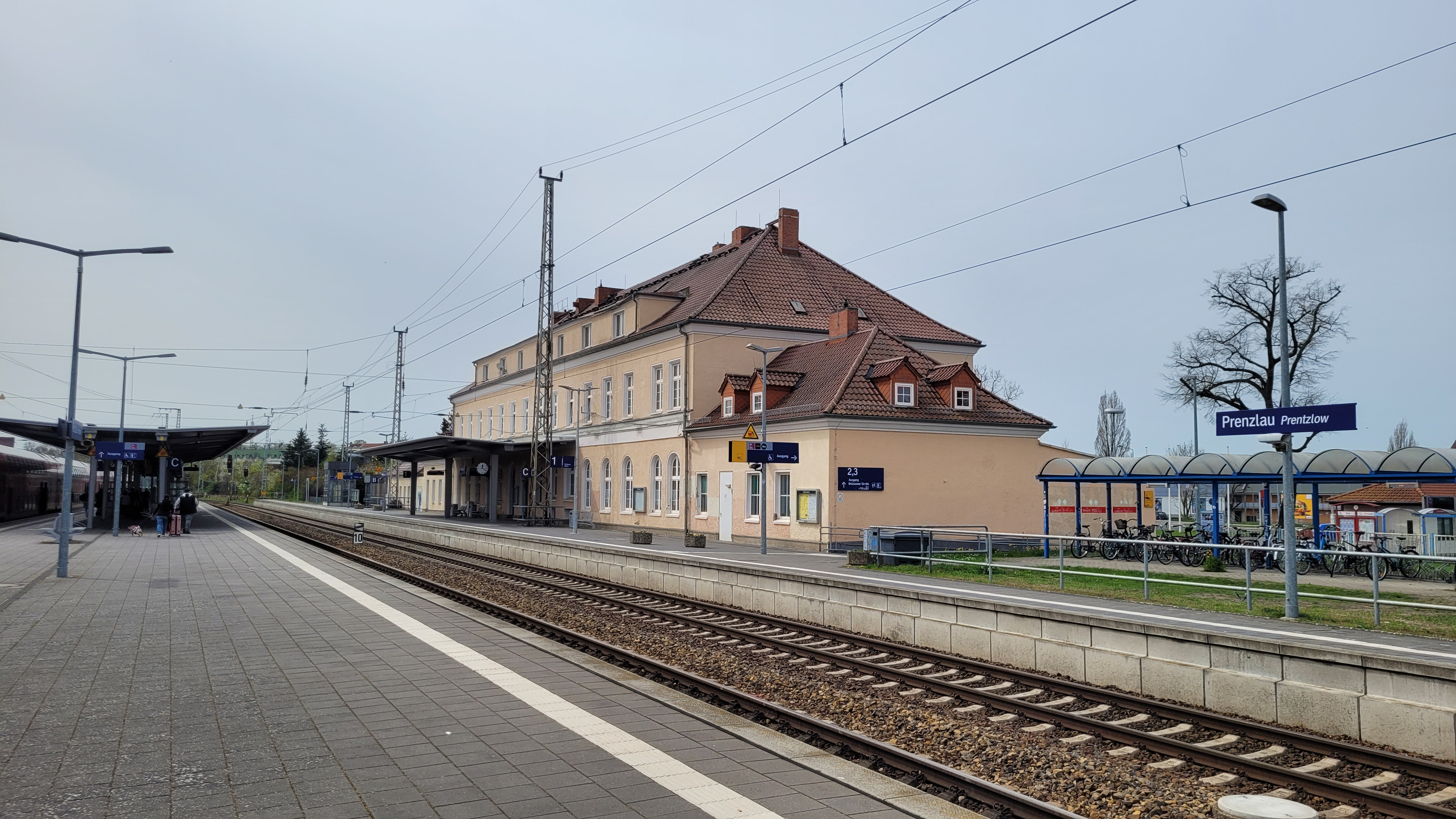
Gleisseite des Bahnhofs im Jahr 2024

Bereits 1837 bemühte sich die Kreisstadt Prenzlau um einen Anschluss an das preußische Eisenbahnnetz. Der angekündigte Bau der Berlin-Stettiner Eisenbahn sollte dazu genutzt werden, die Bahn so nah wie möglich an Prenzlau heranzuführen, um somit den Bau einer Zweigbahn zu ermöglichen. Jedoch wurden bei der Inbetriebnahme 1843 zunächst nur ein Bahnhof in Passow sowie eine zuführende Chaussee in die Kreisstadt eingerichtet. Plänen, die Stadt auch direkt per Eisenbahn anzuschließen, wurde seitens des preußischen Handelsministeriums nicht entgegengekommen. Erst mit dem Bestreben der vorpommerschen Städte Pasewalk, Anklam und Greifswald wurde der Bau einer Zweigbahn in die Uckermark und Vorpommern wieder aktuell. Mit dem Bau der „Uckermärkisch-Vorpommerschen Eisenbahn“ wurde am 15. August 1861 begonnen. Bereits am 10. Oktober 1862 rollte ein erster Eisenbahnzug von Angermünde nach Prenzlau. Der erste Abschnitt, an dem sich auch Prenzlau befindet, wurde schließlich am 16. März 1863 dem Verkehr übergeben. Die feierliche Einweihung der Eisenbahnlinie von Angermünde nach Stralsund erfolgte am 26. Oktober 1863 durch den preußischen König Wilhelm I. Der Prenzlauer Stadtverordnete Wilhelm Gottlob Holtz schrieb dazu in sein Tagebuch: „Se. Majestät kam hier gleich nach 9 Uhr morgens an, empfangen von den städtischen Behörden, Offiziercorps, Ständen, Geistlichkeit, Innungen, Veteranen-Verein et. cet. und verweilen etwa 1/4 Std. auf dem mit Fahnen, Flaggen, Girlanden et. cet. reich verzierten Platz. Am 27. abends 8 Uhr kam der König auf der Rückreise wieder hier durch, stieg aber gar nicht aus. Am 1. Nov. wurde die Bahn dem Verkehr übergeben.“
Der Bahnhof verfügte über fünf Bahnsteiggleise (von denen jedoch nur noch drei benutzt werden) und ein Empfangsgebäude aus Backstein im Stil des Klassizismus.
1872 erfolgte der Bau einer Zuckerfabrik im Ort, wodurch die Notwendigkeit aufkam, die in der Umgebung angepflanzten Zuckerrüben dort hinzutransportieren. Dafür wurden die Prenzlauer Kreisbahnen gegründet, die am 2. Dezember 1902 den Betrieb aufnehmen konnten. Westlich der Hauptgleise wurde an der Nordseite des Empfangsgebäudes dafür ein Kreisbahnhof angelegt und mit entsprechenden Übergabestellen zwischen beiden Bahnen versehen. Bereits drei Jahre vorher war die Bahnstrecke Templin–Prenzlau dem Verkehr übergeben worden.
Bis zum Jahr 1910 wurde die Strecke von Angermünde bis Stralsund durchgehend zweigleisig ausgebaut. Ein weiterer Ausbau der Bahnhofsanlagen erfolgte in den 1920er Jahren.
Während des Zweiten Weltkrieges wurde das Empfangsgebäude schwer beschädigt und anschließend in veränderter Form wieder aufgebaut. Der Kreisbahnhof wurde nach Kriegsende stillgelegt, die Züge verkehrten seitdem von den anderen Bahnsteigen.
Nach Ende des Zweiten Weltkrieges wurden die Gleise von Prenzlau nach Templin und ein Hauptgleis zwischen dem Berliner Außenring und Stralsund als Reparation für die Sowjetunion abgebaut. Die Wiederinbetriebnahme der durchgehend zweigleisigen Strecke von Angermünde bis nach Stralsund fand erst im Jahr 1978 statt, die Strecke nach Templin konnte bereits in den 1950er Jahren wieder eröffnet werden.
Im Jahr 1985 wurde der Bahnhof von der Bahnmeisterei Prenzlau (Hbm Eberswalde) in Zusammenarbeit mit dem Kreisbaubetrieb von Grund auf erneuert. Der Bahnhof war nunmehr mit einer Fahrkartenverkaufsstelle inklusive einer Gepäckaufbewahrung, einer Mitropagaststätte, einem Zeitungskiosk, Toiletten und auf dem gegenüberliegenden Bahnsteig mit einem beheizbaren Warteraum ausgestattet. Nach Abschluss der Baumaßnahmen wurde der Bahnhof als „Betrieb der vorbildlichen Ordnung und Sicherheit“ ausgezeichnet.
Mit dem Neubau des größten deutschen Fährhafens Sassnitz (Mukran) in den 1980er Jahren, einem der letzten großen Verkehrsbauprojekte der DDR, begann die schrittweise Elektrifizierung der Strecke Berlin–Stralsund–Mukran. Im Jahr 1987 wurde der Bahnhof Prenzlau mit Hilfe von Hubschraubern der Interflug elektrifiziert.
Bis in die 1990er Jahre war der Prenzlauer Bahnhof Drehscheibe für die Bahnen in der Uckermark. Durch die Stilllegung der Verbindungen nach Templin und des Netzes der Prenzlauer Kreisbahnen beschränkt sich der Eisenbahnverkehr lediglich auf die Hauptstrecke zwischen Angermünde und Stralsund.

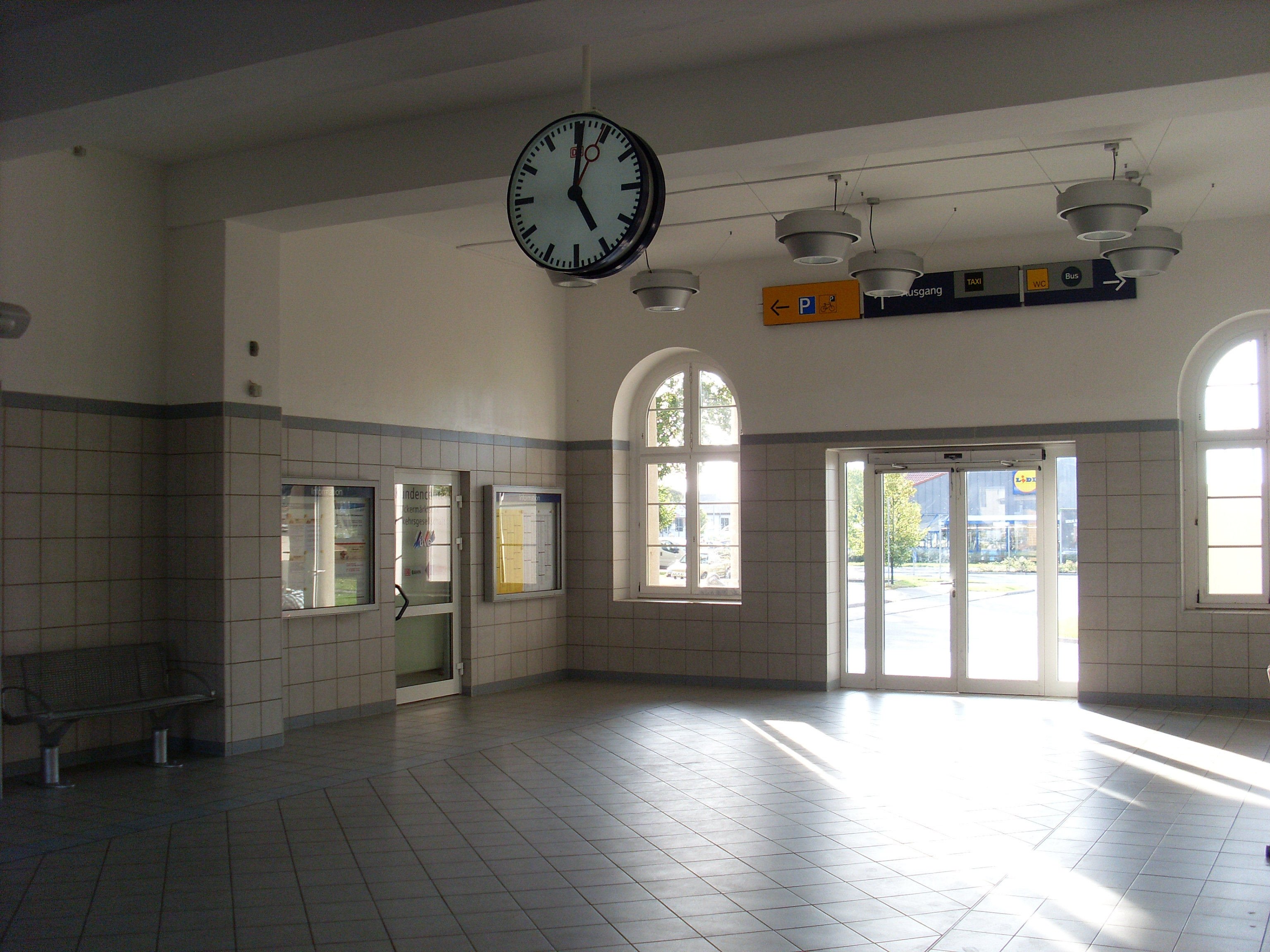
Renovierte Bahnhofshalle

Am 20. Januar 2008 ging das neue Elektronische Stellwerk in Prenzlau in Betrieb. Das Stellwerk regelt im Abschnitt Pasewalk–Wilmersdorf 46 Signale und 15 Weichen. Mit diesem und dem neuen Stellwerk in Tantow wird die Bahnstrecke von Berlin bis Stralsund einschließlich der Strecke nach Szczecin von der Betriebszentrale der Bahn in Berlin-Pankow ferngesteuert. Durch die Modernisierung entfiel für Prenzlau die Zugansage. Ansagen erfolgen nur noch bei Abweichungen vom Regelbetrieb von der zentralen Anlage in Frankfurt (Oder).
Das Bahnhofsgebäude wurde in den Jahren 2009/10 saniert. In der Prenzlauer Stadtverordnetenversammlung vom 26. Juni 2008 wurden Fördermittel in Höhe von 10.000 Euro bewilligt, um die Bahnhofshalle noch in der zweiten Jahreshälfte 2008 zu sanieren. Die für das Jahr 2008 geplante Sanierung der Empfangshalle mit einem Kostenvolumen von 230.000 Euro wurde in das Jahr 2009 verschoben und am 12. Mai 2010 vom Eigentümer der DB Station&Service eingeweiht.
Die Deutsche Bahn AG kündigte am 14. Dezember 2009 an, dass der Güterbahnhof in Prenzlau geschlossen werden soll. Im ersten Halbjahr 2017 wurde das Gebäude der Güterabfertigung abgerissen und die Ladegleise erneuert.
Anfang Februar 2010 wurden zwei LED-Zugzielanzeiger in Betrieb genommen, die nur im Verspätungsfall die Reisenden informieren.
Zum Ende des Jahres 2013 entstand ein WLAN-HotSpot, welcher den Reisenden und Besuchern für 30 Minuten einen kostenfreien Internetzugang ermöglicht.
Am 21. Februar 2018 wurde das zweisprachige Ortsschild mit der plattdeutschen Version „Prentzlow“ am Bahnhof enthüllt.
In der Nacht vom 24. zum 25. Januar 2019 wurde durch den Kampfmittelbeseitigungsdienst erfolgreich eine 100-Kilogramm-Bombe sowjetischer Produktion aus dem Zweiten Weltkrieg am Ladegleis des Prenzlauer Bahnhofs entschärft. Zuvor war die Evakuierung von rund 800 Anwohnern erforderlich. Die Stadt Prenzlau hat das Bahnhofsgebäude für 155.000 EUR zum 1. Januar 2023 erworben.

### Personentunnel

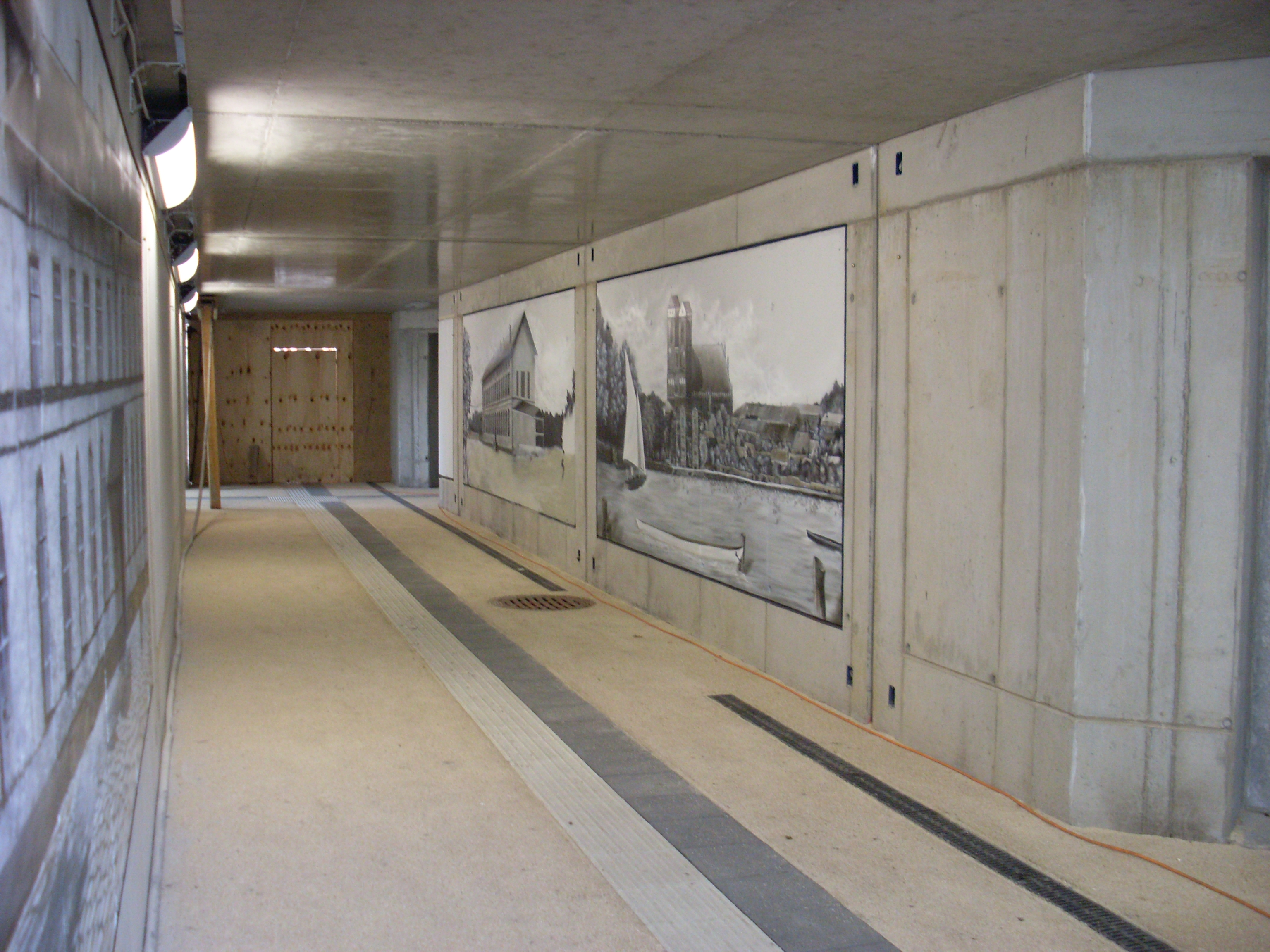
Neuer Personentunnel (im Bauzustand)

Im Juni 2008 präsentierte die Stadt Prenzlau eine mögliche Neubauvariante, welche die marode Einfeld-Stahltrogbrücke aus genieteten Vollwandträgern und die Bahnhofsunterführung durch einen Ersatzneubau als Tunnel im Bahnhofsbereich ablösen könnte. Die Gesamtkosten im Rahmen einer Abwägung zwischen Fußgängerbrücke und des Personentunnels, einschließlich Parkplätze und Straßenanbindung, wurden auf rund 1,99 Millionen Euro geschätzt. Mit Wirkung vom 7. Mai 2009 wurde die Fußgängerbrücke wegen Baumängeln gesperrt und im Jahr 2010 abgerissen. Der Tunnel sollte behindertengerecht in Richtung Osten zur Ladestraße mit Aufzügen zu den Bahnsteigen entstehen. Mit Vertretern der Deutschen Bahn AG wurde ein Tunnelneubau auf Basis einer Eisenbahnkreuzungsvereinbarung im Jahr 2010 vertraglich geregelt (Gesamtausgaben 2,8 Millionen Euro). Im Mai 2011 wurden die Prenzlauer Stadtverordneten informiert, dass die städtische Ausschreibung des Personentunnels 3,85 Millionen Euro ergeben hat. Dabei bestand die Aussicht auf eine 75-prozentige Förderung über das brandenburgische Ministerium für Infrastruktur und Landwirtschaft. Ferner unterstützte der Landkreis Uckermark das Investitionsprojekt mit 100.000 Euro. Mit dieser Infrastrukturmaßnahme wurde der Bahnhof ohne lange Umwege und Treppensteigen auch für die Einwohner des östlichen Teils der Stadt Prenzlau erreichbar, was zusätzlich für die in Prenzlau 2013 stattfindende Landesgartenschau von Bedeutung ist. In der Nacht des 23. Juni 2011 begannen die Rammarbeiten zum Einbringen der Spundwand. Am 2. Juni 2012 erfolgte eine Teilinbetriebnahme des Tunnels vom Hauptempfangsgebäude zum Mittelbahnsteig. Der zweite Abschnitt wurde der Öffentlichkeit am 14. November 2012 übergeben.

### Neubau Bahnsteige

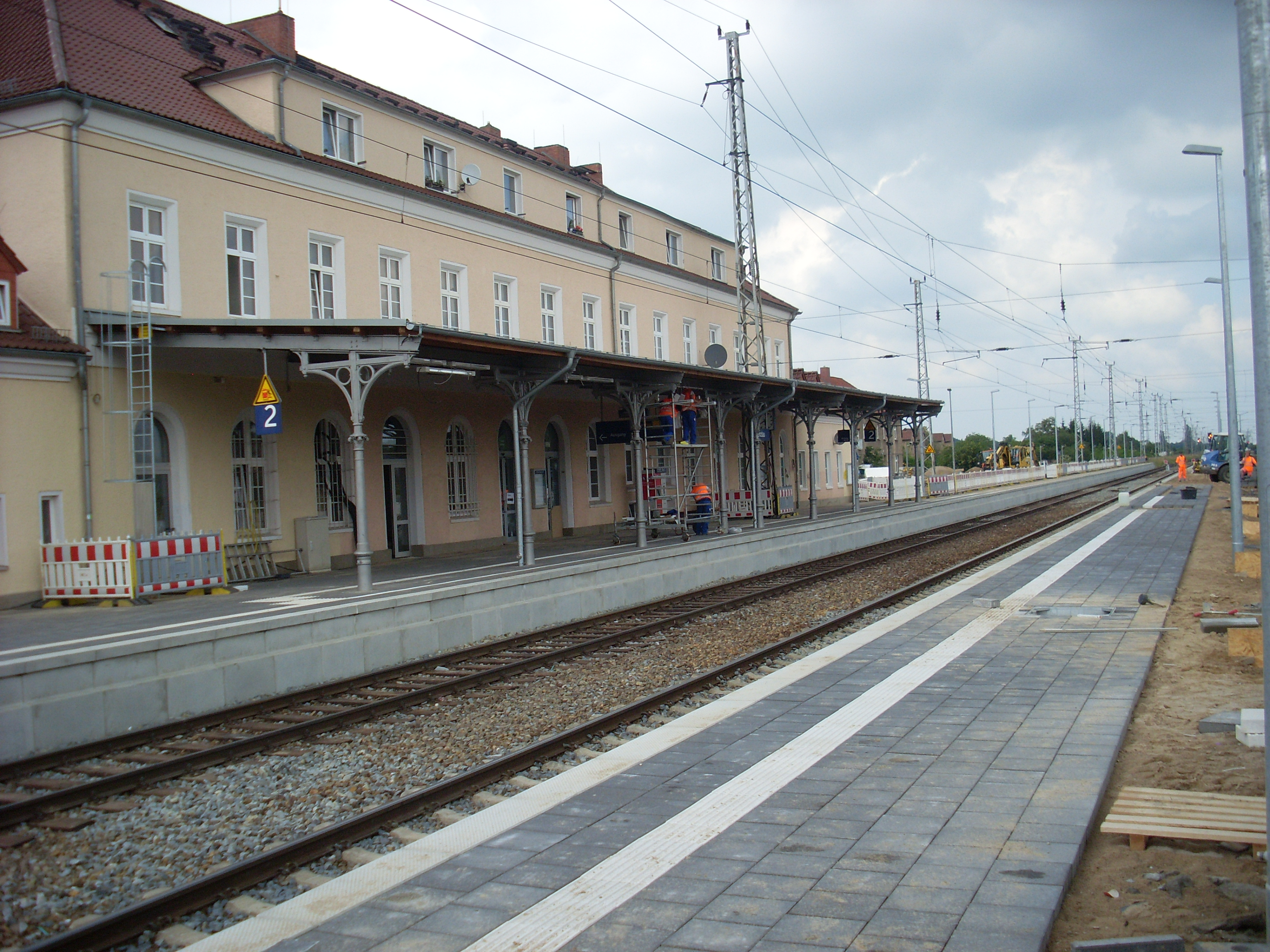
Erneuerung der Bahnsteige (12. Juni 2012)

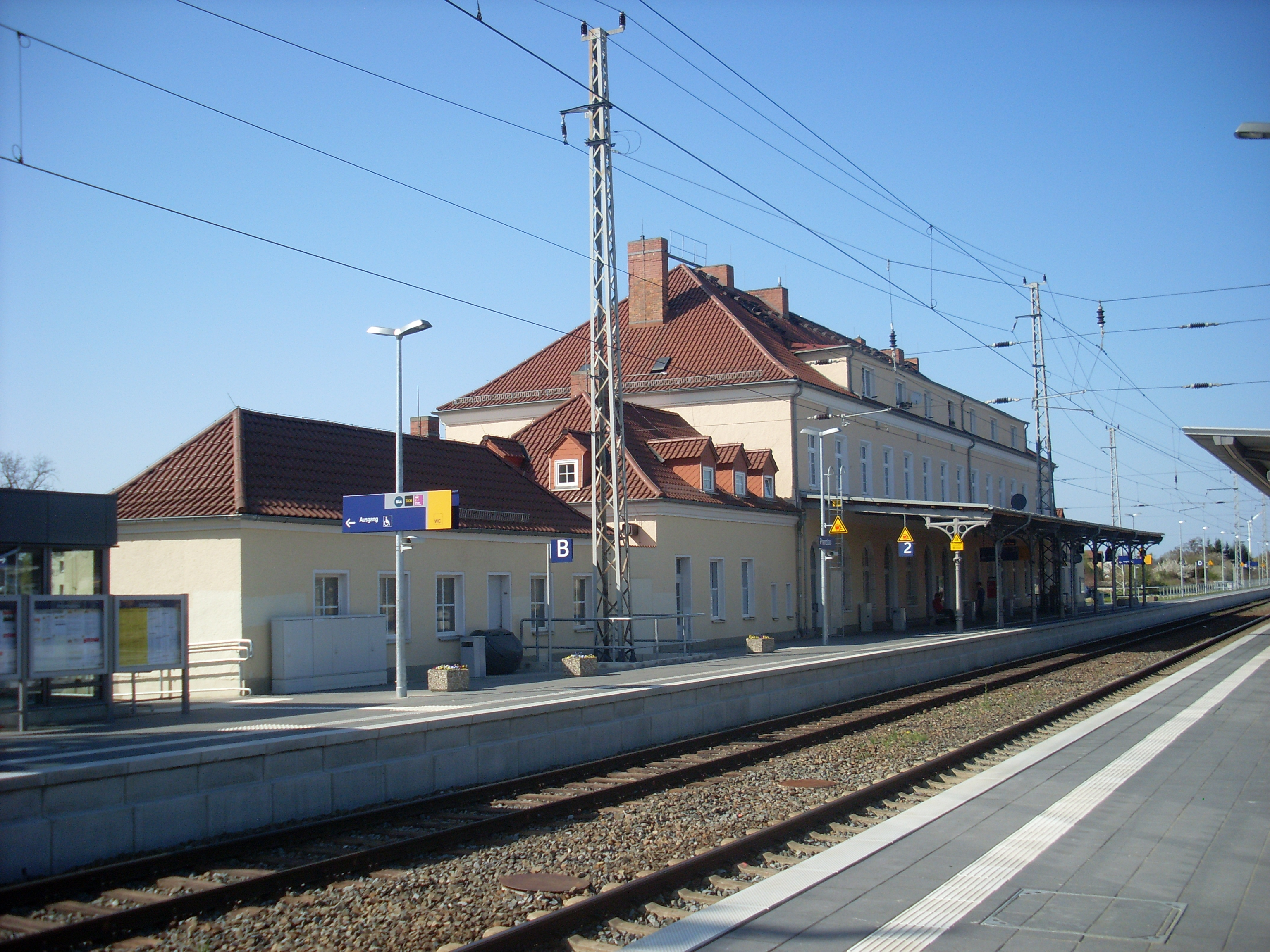
Erneuerte Bahnsteige

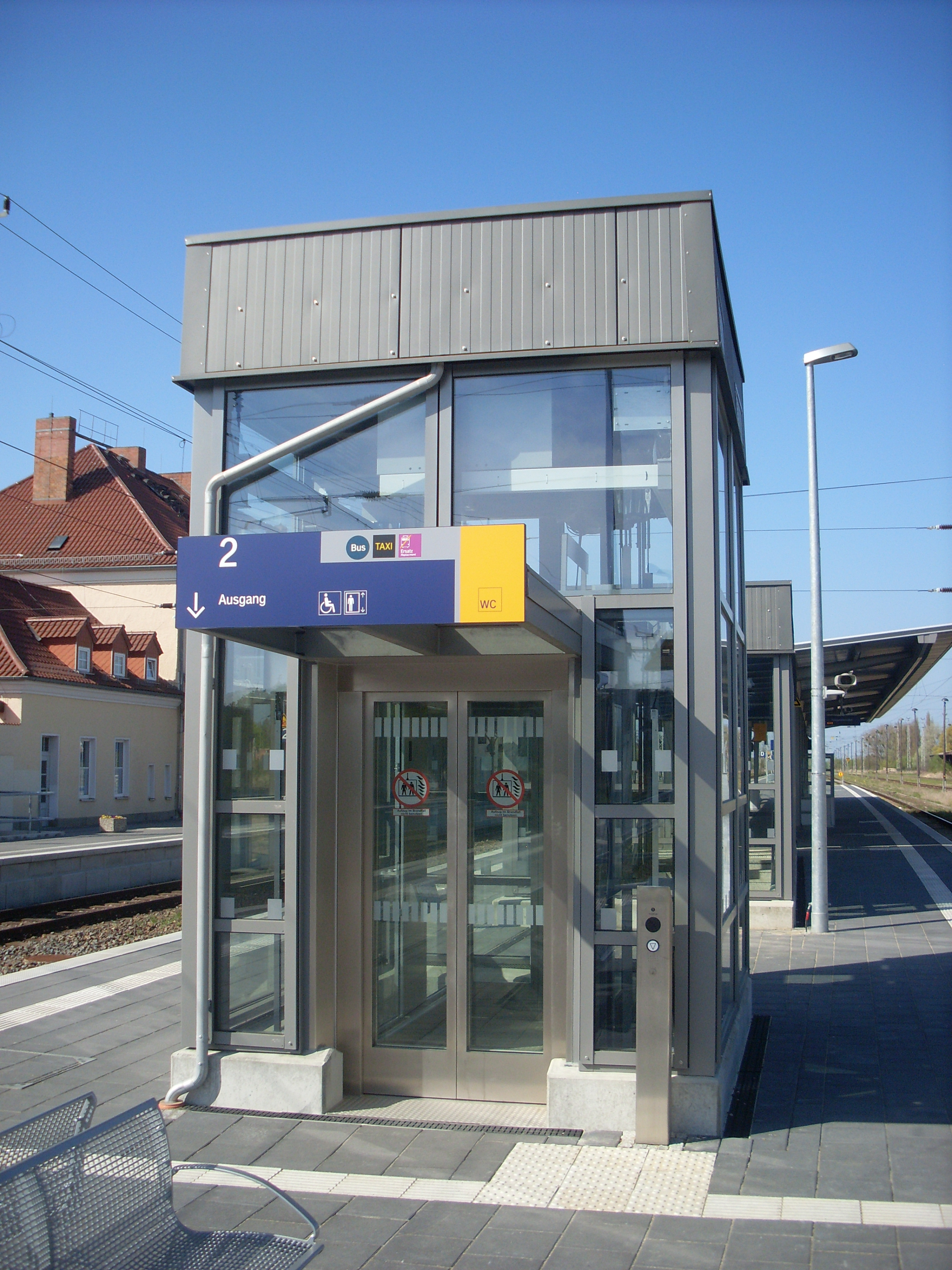
Aufzug zum Mittelbahnsteig

Die Deutsche Bahn AG begann mit der Erneuerung des Haus- und des Mittelbahnsteigs am 20. März 2012. Die Baumaßnahme umfasste die Herstellung von 780 m Bahnsteigkante, der Bahnsteigflächen, Blindenleitsystem, Teilabbruch der Unterführung zum Mittelbahnsteig, Oberbauarbeiten, Abbruch des Bahnsteigdaches, sowie die Errichtung eines 50 m langen Systemdaches auf dem Mittelbahnsteig. Insgesamt investierte die Deutsche Bahn hier rund vier Millionen Euro Bundes- und Landesmittel. In Fachkreisen wurde kritisiert, dass die Bahnsteige entsprechend der europäischen Norm für Fernverkehrsstrecken mit einer Höhe von 76 cm errichtet wurden. Im Vergleich zu anderen Bahnhöfen mit 55 cm Bahnsteighöhe an der KBS 203 (Greifswald, Züssow, Pasewalk) ist somit ein ebenerdiger Zugang zu den Regionalzügen nicht möglich. Des Weiteren waren keine Notrufsäulen vorgesehen. Am 2. Juni 2012 fuhr der erste Zug vom erneuerten Hausbahnsteig ab und am 3. August 2012 wurden wieder alle Bahnsteige für den Verkehr freigegeben. Am 14. November 2012 erfolgte die Inbetriebnahme der Aufzüge, des Fußgängertunnels im östlichen Abschnitt, des Parkplatzes und des Fahrgastinformationssystems. Des Weiteren wurde ein Überwachungssystem errichtet, das den Fußgängertunnel, den Bahnhofsvorplatz, das Empfangsgebäude und die Bahnsteige einschließlich Gleisanlagen mit Kameras überwacht. Das gesamte Projekt kostete insgesamt 8 Millionen Euro, die sich Bund, Land, Stadt und DB Station&Service teilten.
Am Hausbahnsteig ist seit Spätsommer 2017 aufgrund eines Defekts an einigen Metallsäulen keine Bahnsteigüberdachung mehr vorhanden. Ende Mai 2019 stellte sich heraus, dass dem Eisenbahnbundesamt kein Antrag auf Genehmigung einer neuen Überdachung vorliegt. Vom 10. bis 22. Juni 2020 wurde das Gleis 3 (ehemals Gleis 7) erneuert. Im Juli 2020 wird bekannt, dass die Deutsche Bahn frühestens im Frühherbst 2023 ein neues Bahnsteigdach vom Typ Zwiesel als Ersatz für das historische Bahnsteigdach am Hausbahnsteig realisieren will. Gebäude und Dach sollen dabei getrennt werden. Gleichzeitig soll der Bodenbelag von 2012 erneuert sowie das Blindenleitsystem aktualisiert werden. Im November 2023 wurde das neue Dach fertiggestellt, das in der Lokalpresse als „einfallslose 0‐8-15“-Typdachmodell kritisiert wurde.

### Streichung von Fernverkehrszügen
Die Deutsche Bahn zog sich in Brandenburg weiter aus dem Fernverkehr zurück. Im Dezember 2010 wurden drei von fünf täglich fahrenden IC-Zügen auf der Strecke Berlin–Prenzlau–Stralsund gestrichen. Ein ab März 2011 auf der Strecke werktäglich verkehrendes ICE-Zugpaar zwischen München und Stralsund hielt nicht in Prenzlau. Nach anhaltenden Protesten aus der Uckermark über reduzierte Zugverbindungen nach Berlin bestellte das Land Brandenburg zusätzliche Bahnverbindungen nach Prenzlau. Zum 10. Januar 2011 wurde das Ersatzangebot zwischen Eberswalde bzw. Angermünde und Prenzlau am Nachmittag (von Montag bis Freitag) um zwei Zugpaare erhöht. Diese Züge werden von der Ostdeutschen Eisenbahngesellschaft (ODEG) gefahren. Im Rahmen der Regionalkonferenz des Verkehrsverbundes Berlin-Brandenburg am 2. Mai 2012 in Eberswalde wurde der ICE-Halt ab Dezember 2012 angekündigt. Seit dem 9. Dezember 2012 verkehrt nun auch der ICE vom Bahnhof Prenzlau.

### ICE-Zugtaufe

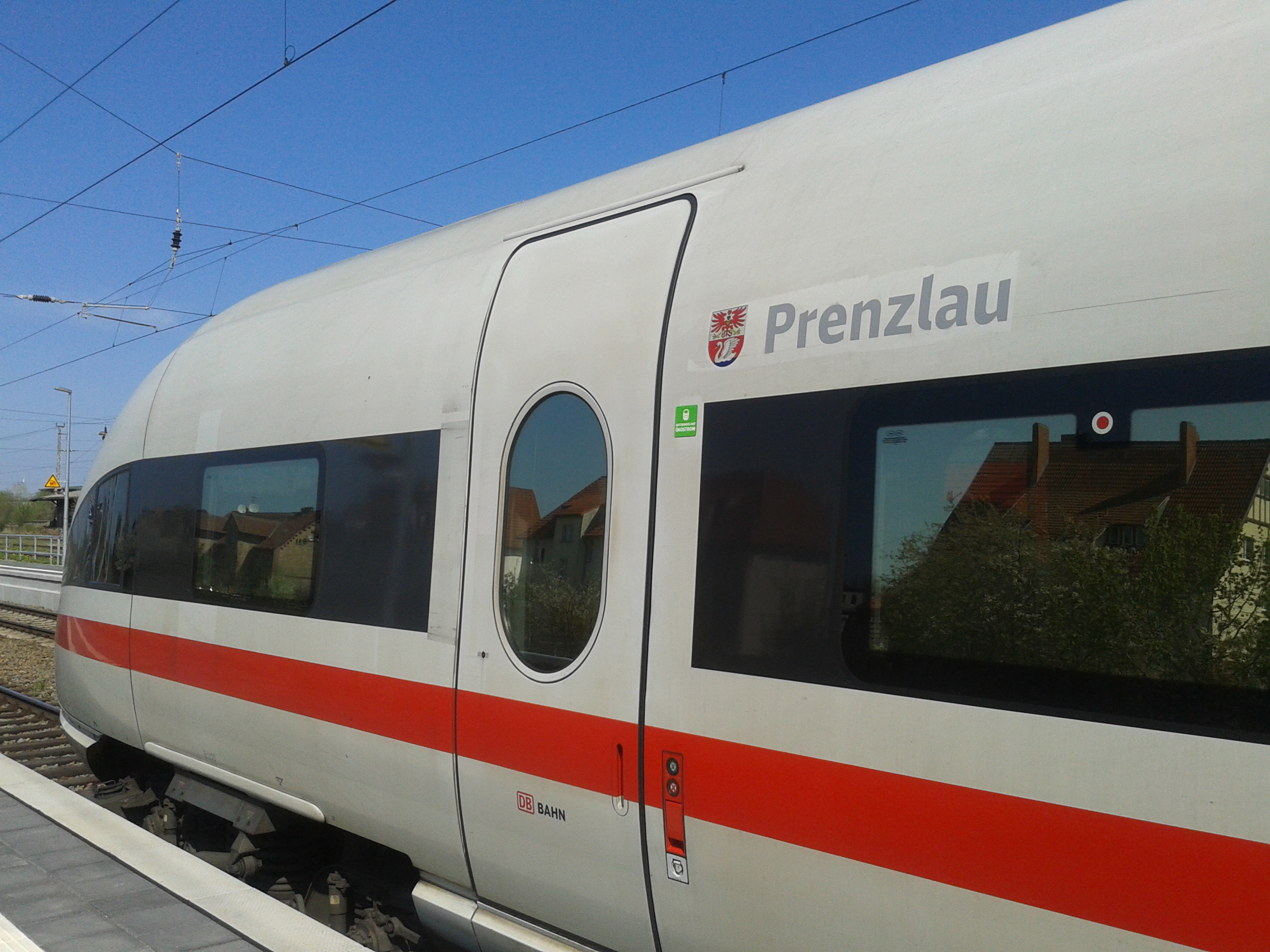
Der ICE-T-Tz1170 „Prenzlau“

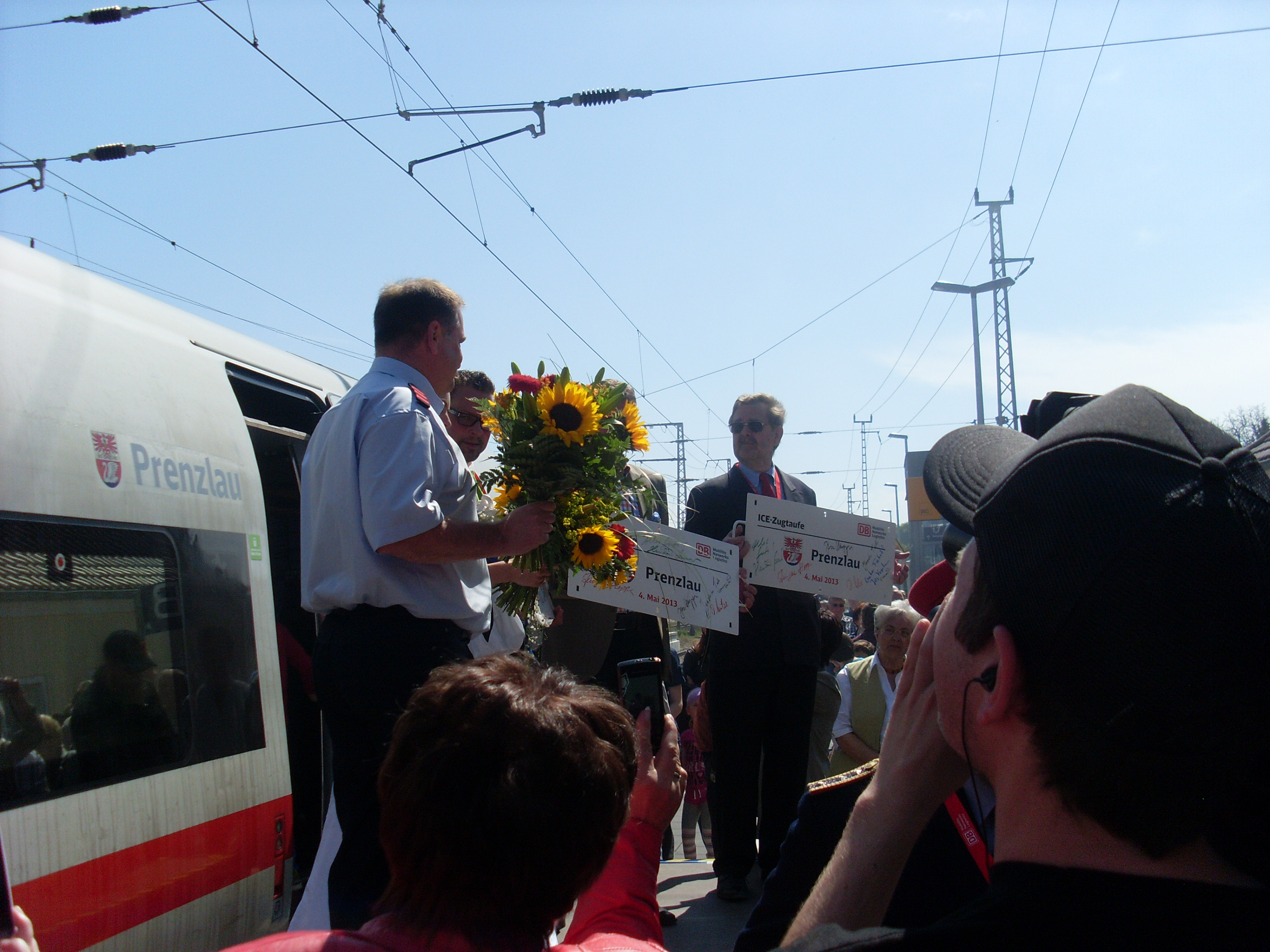
Feierliche Zugtaufe

Am 4. Mai 2013 fand im Bahnhof Prenzlau eine feierliche ICE-Zugtaufe (#215) statt. Zu dem Ereignis kamen der Infrastruktur-Minister Jörg Vogelsänger, Landrat Dietmar Schulze, Bürgermeister Hendrik Sommer, die Prenzlauer Schwanenkönigin Patricia Kaiser, der Konzernbevollmächtigte der Deutschen Bahn AG für die Region Ost und die Länder Brandenburg und Mecklenburg-Vorpommern, Joachim Trettin sowie viele weitere Vertreter aus Politik und von der DB AG. Taufzug war der ICE T-Tz 1170 der Baureihe 411 (2. Bauserie), der am 17. September 2005 in Dienst gestellt wurde und eine Zulassung für Österreich besitzt. Für Unterhaltung während der Taufe sorgte die Schalmeienkapelle Geesow, „Bahnhofsvorsteher“ Horst Buddrus vom Historienspektakel Prenzlau e. V. und die Prenzlauer Freiwillige Feuerwehr.

## Verkehrsanbindung
| Linie                    | Linienverlauf | Takt (min)    | EVU              |
| ------------------------ | --- | ------------- | ---------------- |
| ICE 15                   | (Ostseebad Binz –) Stralsund Hbf – Greifswald – Prenzlau – Eberswalde Hbf – Berlin Hbf (– Halle (Saale) Hbf – Erfurt Hbf – Frankfurt (Main) Hbf) | einzelne Züge | DB Fernverkehr   |
| ICE 28                   | (Ostseebad Binz –) Stralsund Hbf – Greifswald – Prenzlau – Eberswalde Hbf – Berlin (– Leipzig Hbf – Erfurt Hbf – München Hbf)                    | einzelne Züge | DB Fernverkehr   |
| RE 3                     | Stralsund Hbf – Greifswald – Prenzlau – Angermünde – Eberswalde Hbf – Berlin – Ludwigsfelde – Jüterbog – Lutherstadt Wittenberg                  | 120           | DB Regio Nordost |
| RB 62                    | Prenzlau – Angermünde (– Eberswalde Hbf) | einzelne Züge | NEB              |
| Stand: 15. Dezember 2025 | |               |                  |

### Weitere Bahnhöfe
weitere Bahnhöfe in Prenzlau sind:
- Kreisbahnhof-Prenzlau (auch Prenzlau-West) Prenzlauer Kreisbahnen
- Bahnhof Prenzlau-Vorstadt Bahnstrecke Löwenberg–Prenzlau

Beide Bahnhöfe werden nicht mehr bedient.